# Anthony Georgiou
Anthony Georgiou (Lewisham, 24 de febrero de 1997) es un futbolista británico, nacionalizado chipriota, que juega en la demarcación de centrocampista para el Wealdstone F. C. de la National League.

## Selección nacional
Hizo su debut con la selección de fútbol de Chipre el 23 de marzo de 2018 en un encuentro amistoso contra Montenegro que finalizó con un resultado de empate a cero. Su segundo encuentro con la selección se celebró dos meses después contra Jordania, partido que acabó con un marcador de 3-0 a favor del combinado jordano tras los goles de Anas Bani Yaseen, Jaime Siaj y de Yousef Al-Rawashdeh.

## Clubes
| Club                            | País       | Año       | Partidos | Goles |
| ------------------------------- | ---------- | --------- | -------- | ----- |
| Tottenham Hotspur F. C.         | Inglaterra | 2017-2019 | 1        | 0     |
| Atlético Levante (cedido)       | España     | 2019      | 11       | 1     |
| Ipswich Town F. C. (cedido)     | Inglaterra | 2019      | 13       | 0     |
| Bolton Wanderers F. C. (cedido) | Inglaterra | 2020      | 2        | 0     |
| AEL Limassol                    | Chipre     | 2021-2022 | 18       | 2     |
| Leyton Orient F. C.             | Inglaterra | 2022      | 2        | 0     |
| Yeovil Town F. C. (cedido)      | Inglaterra | 2022      | 2        | 0     |
| Leyton Orient F. C.             | Inglaterra | 2023      | 0        | 0     |
| Enosis Neon Paralimni           | Chipre     | 2023-2024 | 21       | 0     |
| Wealdstone F. C.                | Inglaterra | 2024-     |          |       |